# André-Lucien Caille
André-Lucien Caille, francoski general, * 1881, † 1940.